# Транспорт в Северна Македония
Транспортът е сред основните икономическите отрасли в Северна Македония.

## Сухопътен транспорт

### Автомагистрали
Северна Македония не разполага с развита автомагистрална мрежа. Общата дължина на автомагистралите в експлоатация към 2008 г. е 192 км съсредоточаващи се главно в околностите на столицата Скопие и по направлението на паневропейски транспортен коридор №10 (Е75).
Общият размер на автомобилните пътища възлиза на 9573 км (2002).

### Железопътен транспорт
Общата дължина на железопътните пътища в Северна Македония е 925 км, от тях електрифицирани са 315 км. Цялата железопътна мрежа е със стандарта ширина на железопътните релси от 1435 мм. Железопътния транспорт в страната се оперира от държавното предприятие „Македонски железници“.
През 2001 г. е сложено началото на строителството на 56 км железопътна линия свързваща отсечката Куманово-Беляковци с българската граница и българската железопътна мрежа.

### Железопътни връзки със съседните страни
- Албания – не
- България – не
- Гърция – да
- Сърбия – да
- Косово- да

## Воден транспорт
Водният транспорт се ограничава до използването за туристически нужди на плавателни съдове в Охридското и Преспанското езеро, от къде биха могли да се направят връзки с Албания и Гърция. Северна Македония няма излаз на море и плавателни реки.

## Въздушен транспорт
Страната разполага с две международни летища:
- „Александър Велики“ в Скопие
- „Свети Апостол Павел“ в Охрид.

Общият брой на полигоните пригодени за летища е 17, от тях с асфалтова настилка са 11.
Двете международни летища имат дължини на пистите от 2438 до 3047 м, останалите асфалтирани летищни зони са дължини на пистите до 914 м (2000).

## Тръбен транспорт
- Нефтопроводи – 120 км (2004)
- Газопроводи – 268 км (2004)